# Rjúkjú-szigeteki vakond
A rjúkjú-szigeteki vakond (Mogera uchidai) az emlősök (Mammalia) osztályának Eulipotyphla rendjébe, ezen belül a vakondfélék (Talpidae) családjába tartozó faj.

## Előfordulása
A világon csak a Japánhoz tartozó Rjúkjú-szigeteken honos. Az élőhelyének szűkülése és a betelepített kecskék fenyegetik létét. Az IUCN vörös listán szerepel, annak ellenére természetvédelmi állapota felméretlen.